# Paupidrilus breviductus
Paupidrilus breviductus är en ringmaskart som beskrevs av Erséus 1990. Paupidrilus breviductus ingår i släktet Paupidrilus och familjen glattmaskar. Inga underarter finns listade i Catalogue of Life.